# 筋塀

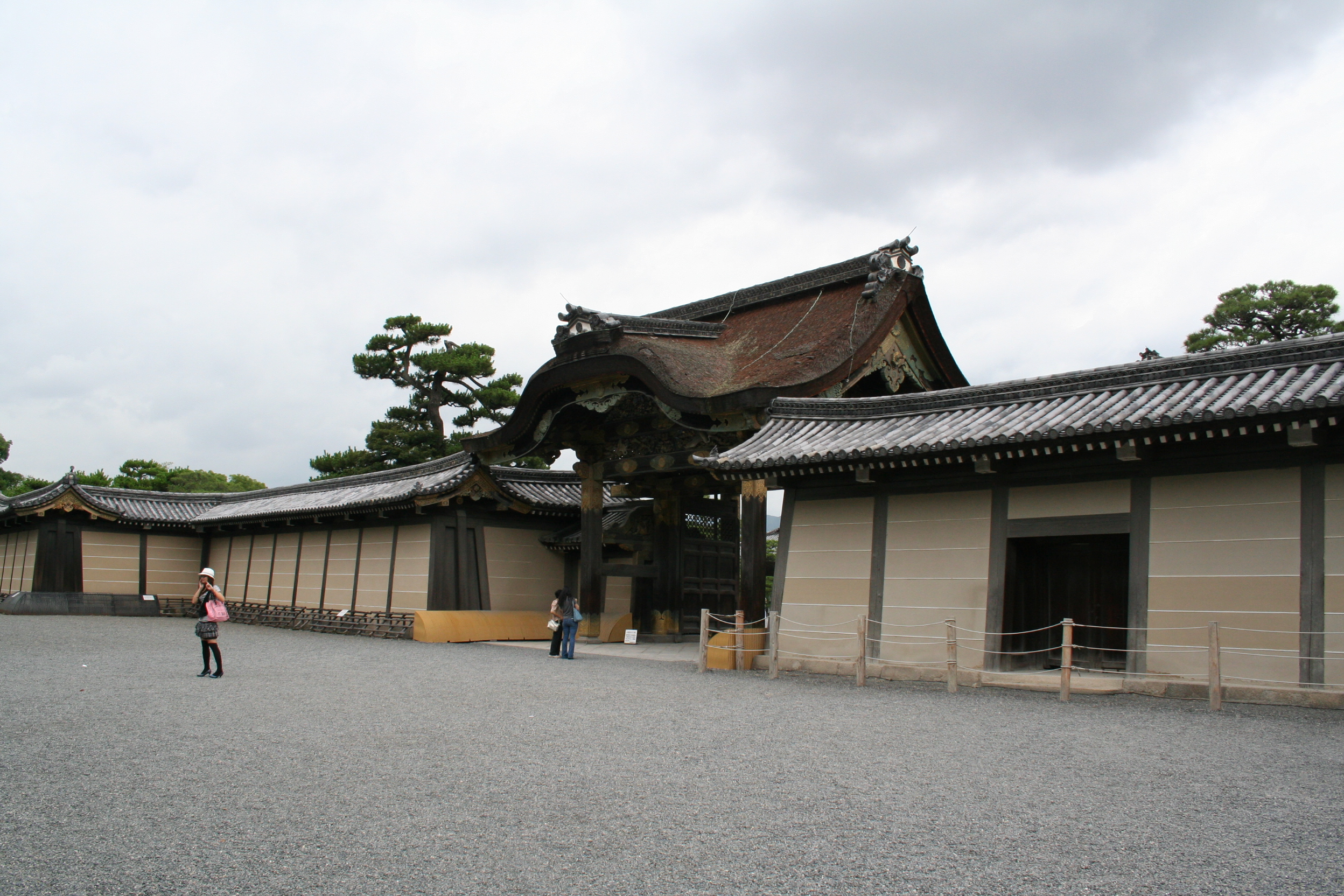
元離宮二条城の唐門横の筋塀

筋塀（すじべい）とは、古来の日本建築における土塀の一種で、定規筋（じょうぎすじ）と呼ばれる白い水平線が引かれた築地塀を指す。
元々は、皇族が出家して住職を務めた門跡寺院の土塀の壁面に、その証として5本の定規筋を引いたのが始まり。そこから、定規筋の数が寺の格式を示すようになり、5本線が最高格式を表すものとなった。

## 概要
皇族や摂家などの御所に用いられた。皇室に由来する格式を表し、その格式の高さにより三本、四本、五本の種があり、五本を最高とする。皇族や摂家が入寺した門跡寺院などでも用いられその権威の象徴となったが、用材を下げ渡すという名目で由緒寺院などに与えられることがあり、直接の由緒をもたない寺院でも使用されていることがある。